# 索伊林根
索伊林根（德語：Seulingen，發音：[ˈzɔʏlɪŋən]）是德国下萨克森州哥廷根县的市镇，面积11.1平方千米，2023年12月31日人口为1,319人。